# Michael Dodd
Michael „Mike“ Dodd (* 20. August 1957 in Manhattan Beach, Kalifornien) ist ein ehemaliger US-amerikanischer Volleyball- und Beachvolleyballspieler. Er arbeitete außerdem als TV-Experte und Trainer.

## Karriere
Mike Dodd spielte von 1981 bis 1993 auf der AVP-Tour mit Tim Hovland und von 1993 bis 1997 auch international mit Mike Whitmarsh. Das Duo konnte 1996 den Grand Slam in Espinho und das Weltserien-Turnier in Fortaleza gewinnen. Beim olympischen Turnier in Atlanta unterlagen sie erst im Finale ihren Landsleuten Charles Kiraly und Kent Steffes. Im folgenden Jahr erreichte Dodd mit Robert Heidger den neunten Rang bei der ersten Weltmeisterschaft in Los Angeles.
Dodd war in den 1990er Jahren einer der erfolgreichsten Spieler der AVP-Tour. Insgesamt gelangen ihm 72 Siege bei den amerikanischen Turnieren. Von 1994 bis 1997 wurde er mehrmals als bester Defensivspieler und Spieler des Jahres ausgezeichnet.
Dodd spielte auch erfolgreich Hallenvolleyball in der US-Nationalmannschaft (1981–82 und 1985) sowie in der italienischen A1-Liga (1982–84 und 1986).
Bei weiteren Olympiaturnieren war Dodd in anderen Funktionen tätig. 2000 in Sydney und 2004 in Athen arbeitete er als TV-Experte für Hallen- und Beachvolleyball bei NBC. 2008 in Peking trainierte er Jacob Gibb und Sean Rosenthal. Im folgenden Jahr war er der erste Trainer, der bei den Manhattan Beach Open die siegreichen Duos bei den Herren (Gibb/Rosenthal) und den Damen (Nicole Branagh/Elaine Youngs) betreute.

## Privates
Mike Dodd ist verheiratet mit der Beachvolleyballspielerin Patty Dodd. Sie haben zwei Töchter und leben in Manhattan Beach. Seine Schwägerin Carrie Dodd spielte ebenfalls Beachvolleyball.